# O Escritor (single)
"O Escritor" é um single do cantor brasileiro Pr. Lucas, lançado em junho de 2019 pela gravadora MK Music, com produção musical de Johnny Essi.
A canção foi composta pelo próprio cantor e é a primeira de trabalho do seu novo EP.
O videoclipe foi lançado no canal da gravadora no YouTube e ganhou mais de 430 mil visualizações.